# Secma

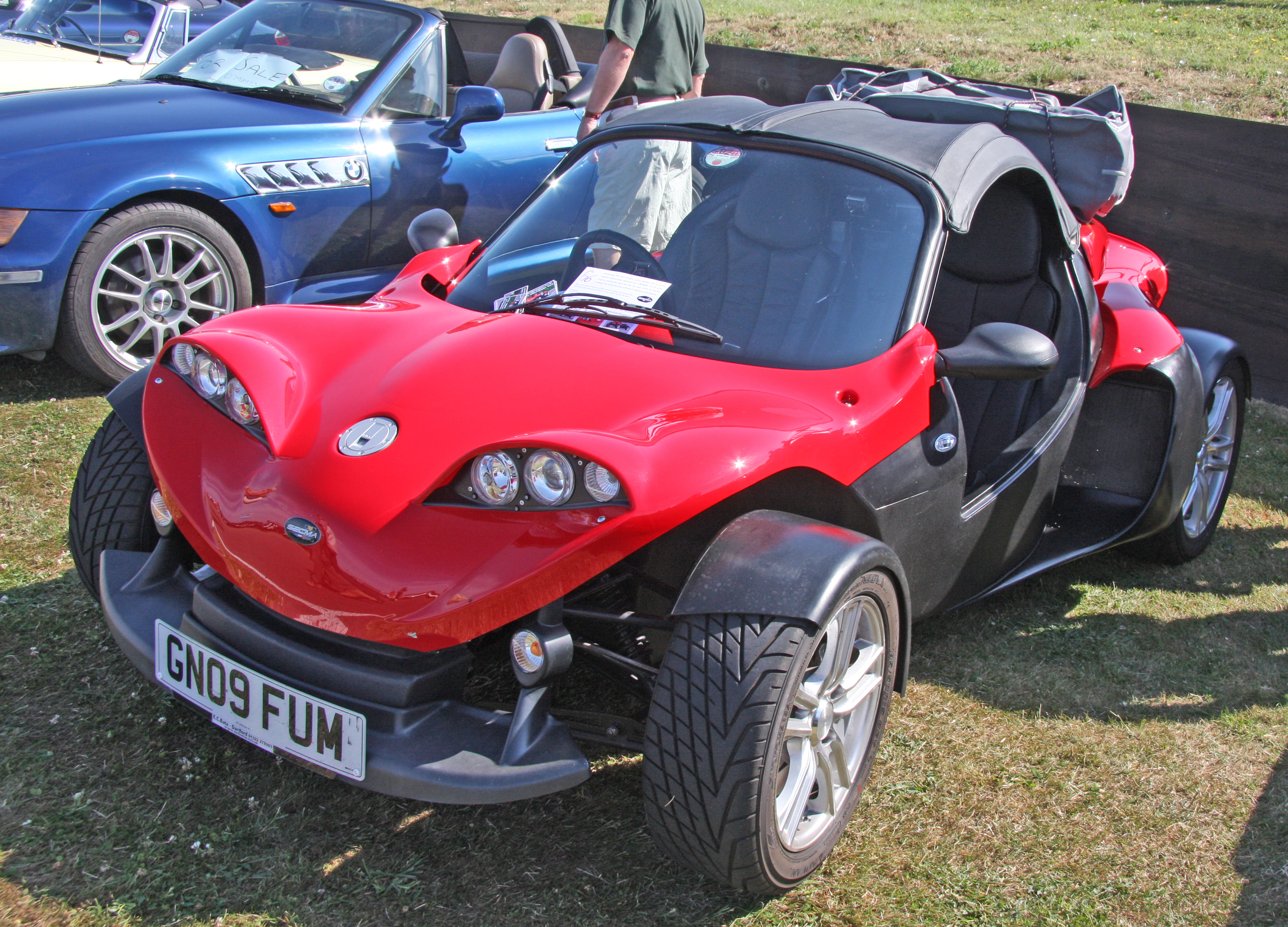
Ein Secma F16 Sport

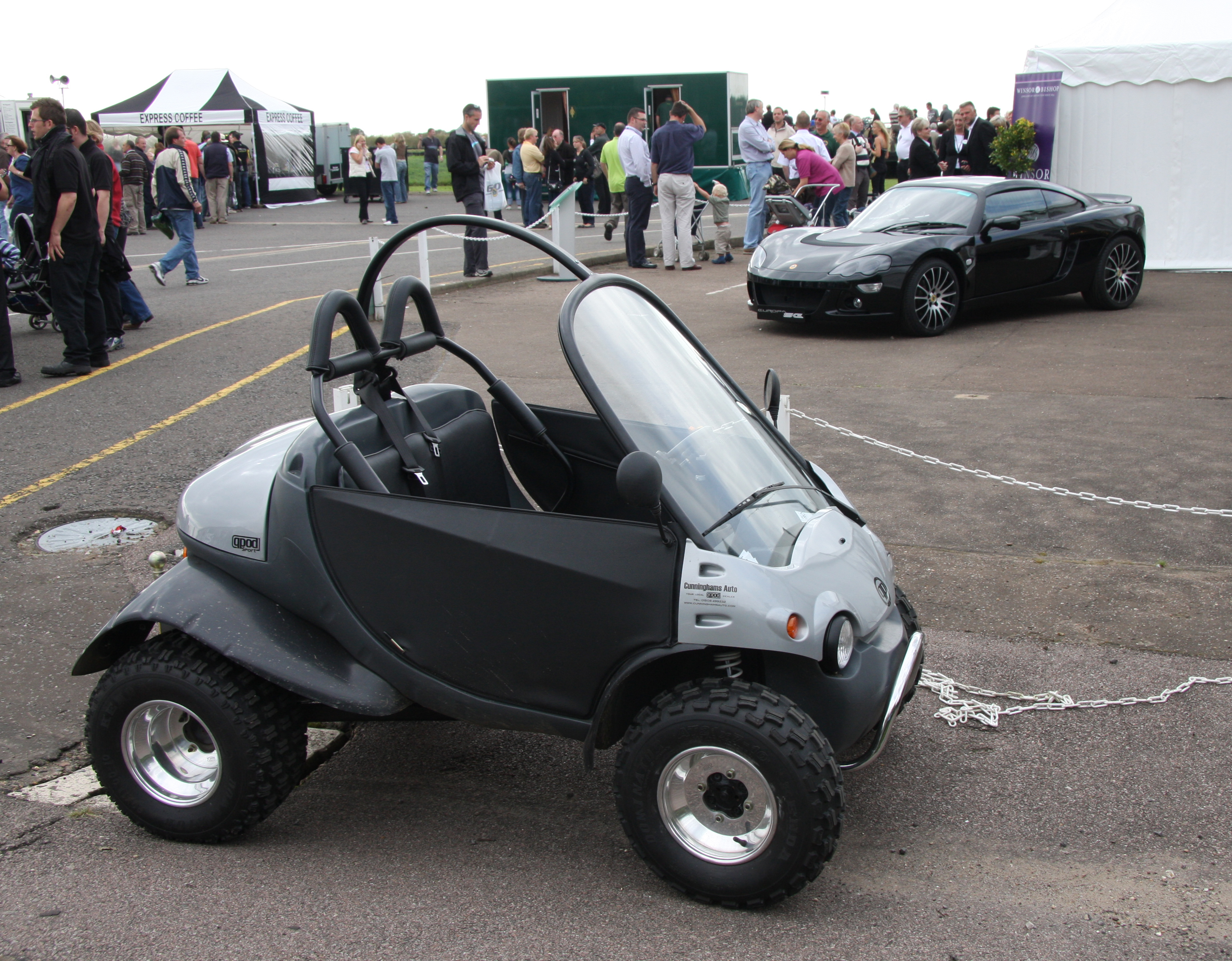
Ein Secma Fun Quad

Die Société d’Étude et Construction Mécanique Automobile, kurz SECMA, ist ein französischer Automobilhersteller.

## Unternehmensgeschichte
Daniel Renard gründete 1995 das Unternehmen in Lambres zur Automobilproduktion. Der Markenname lautet Secma. Im gleichen Jahr erfolgte der Umzug nach Aniche in der nordfranzösischen Region Nord-Pas-de-Calais. In der Nacht auf den 27. Mai 2009 wurde die Produktionsstätte durch ein Feuer stark beschädigt.

## Modelle
Das erste Modell war ein Dreirad mit hinterem Einzelrad. Für den Antrieb sorgte ein Zweitaktmotor von Morini mit 49 cm³ Hubraum.
Später folgten u. a. die Modelle Fun Tech, Fun Quad, Fun Buggy, Fun Elec und Fun Runner, die bis 2009 angeboten wurden.
Die Produktpalette konzentriert sich auf Fahrzeuge für den Freizeit- und Spaßbereich. Zurzeit werden vier verschiedene Modelle gefertigt:
- Secma F16
- Secma F16 Turbo
- Secma Fun Buggy
- Secma Fun Extr'm 500
- Secma Fun Family
- Secma F 440 DCI

Secma verwendet in der Regel Diesel- und Benzinmotoren des Herstellers Renault, mit Ausnahme der schwach motorisierten Modelle, die einen Motor von Lombardini erhalten.